# أميرة أورون
أميرة أورون (بالعبرية: אמירה אורון) (مواليد 1967)، سياسية ودبلوماسية إسرائيلية، شغلت منصب سفيرة سفارة دولة إسرائيل لدى جمهورية مصر العربية منذ 23 سبتمبر 2020 وحتى 2024.

## السيرة الشخصية والحياة العملية
تخرجت أورون من مدرسة ماي بويار الثانوية في عام 1984،
في وقت ترشيحها سفيرة لدى مصر في 29 أكتوبر 2018، كانت أورون رئيسة قسم العلاقات الاقتصادية للشرق الأوسط بوزارة الخارجية وفي 29 أكتوبر 2018، أعلنت لجنة التعيينات بوزارة الخارجية الإسرائيلية اختيارها للمنصب لدى القاهرة إلا أن رئيس الوزراء الإسرائيلي بنيامين نتانياهو لم يوافق. في مايو 2019 أنهى السفير السابق غوفرين مهام منصبه وظل منصب السفير شاغرًا حتى صادقت الحكومة الإسرائيلية على تعيينها سفيرةً لدى مصر في 7 يونيو 2020. في 23 سبتمبر 2020 قدمت أوراق اعتمادها سفيرةً لإسرائيل إلى الرئيس المصري عبد الفتاح السيسي.